# Nogometna liga Zajednice općina Varaždin 1990./91.
Nogometna liga Zajednice općina Varaždin, također i kao Međuopćinska nogometna liga Varaždin, za sezonu 1990./91. je bila liga šestog stupnja nogometnog prvenstva Jugoslavije. 
 Sudjelovalo je 14 klubova, a prvak je bila "Sloga" iz Čakovca.

## Ljestvica
| mj. | klub                       | ut. | pob. | ner. | por. | gol+ | gol- | bod |
| --- | -------------------------- | --- | ---- | ---- | ---- | ---- | ---- | --- |
| 1.  | Sloga Čakovec              | 26  |      |      |      |      |      | 37  |
| 2.  | Mladost-Polet Prelog       | 26  |      |      |      |      |      | 36  |
| 3.  | Budućnost Vidovec          | 26  |      |      |      |      |      | 34  |
| 4.  | Dubravka Turčin            | 26  |      |      |      |      |      | 31  |
| 5.  | Marof (Novi Marof)         | 26  |      |      |      |      |      | 30  |
| 6.  | Plitvica Gojanec           | 26  |      |      |      |      |      | 29  |
| 7.  | Polet Sveti Martin na Muri | 26  |      |      |      |      |      | 27  |
| 8.  | Orač Petrijanec            | 26  |      |      |      |      |      | 25  |
| 9.  | Jedinstvo Podturen         | 26  |      |      |      |      |      | 23  |
| 10. | Metalac Donje Ladanje      | 26  |      |      |      |      |      | 22  |
| 11. | Borac Nedelišće            | 26  |      |      |      |      |      | 22  |
| 12. | Podravac Sesvete Ludbreške | 26  |      |      |      |      |      | 20  |
| 13. | Mladost Ivanovec           | 26  |      |      |      |      |      | 19  |
| 14. | Drava Sveti Đurđ           | 26  |      |      |      |      |      | 7   |

## Rezultatska križaljka
| kratica | klub                       | BOR | BUD | DRA | DUB | JED | MAR | MET | MLAI | MLAPP | ORAČ | PLI | POD | POL | SLO |
| --- | -------------------------- | --- | --- | --- | --- | --- | --- | --- | ---- | ----- | ---- | --- | --- | --- | --- |
| BOR | Borac Nedelišće            |     |     |     |     |     |     |     |      |       |      |     |     |     |     |
| BUD | Budućnost Vidovec          |     |     |     |     |     |     |     |      |       |      |     |     |     |     |
| DRA | Drava Sveti Đurđ           |     |     |     |     |     |     |     |      |       |      |     |     |     |     |
| DUB | Dubravka Turčin            |     |     |     |     |     |     |     |      |       |      |     |     |     |     |
| JED | Jedinstvo Podturen         |     |     |     |     |     |     |     |      |       |      |     |     |     |     |
| MAR | Marof (Novi Marof)         |     |     |     |     |     |     |     |      |       |      |     |     |     |     |
| MET | Metalac Donje Ladanje      |     |     |     |     |     |     |     |      |       |      |     |     |     |     |
| MLAI | Mladost Ivanovec           |     |     |     |     |     |     |     |      |       |      |     |     |     |     |
| MLAPP | Mladost-Polet Prelog       |     |     |     |     |     |     |     |      |       |      |     |     |     |     |
| ORAČ | Orač Petrijanec            |     |     |     |     |     |     |     |      |       |      |     |     |     |     |
| PLI | Plitvica Gojanec           |     |     |     |     |     |     |     |      |       |      |     |     |     |     |
| POD | Podravac Sesvete Ludbreške |     |     |     |     |     |     |     |      |       |      |     |     |     |     |
| POL | Polet Sveti Martin na Muri |     |     |     |     |     |     |     |      |       |      |     |     |     |     |
| SLO | Sloga Čakovec              |     |     |     |     |     |     |     |      |       |      |     |     |     |     |
| |                            |     |     |     |     |     |     |     |      |       |      |     |     |     |     |
| podebljan rezultat - utakmice od 1. do 13. kola (1. utakmica između klubova) rezultat normalne debljine - utakmice od 14. do 26. kola (2. utakmica između klubova) rezultat nakošen - nije vidljiv redoslijed odigravanja međusobnih utakmica iz dostupnih izvora rezultat smanjen * - iz dostupnih izvora nije uočljiv domaćin susreta prekrižen rezultat - poništena ili brisana utakmica p - utakmica prekinuta 3:0 p.f. / 0:3 p.f. - rezultat 3:0 bez borbe (_:_ 11 m) - rezultat u raspucavanju jedanaesteraca u slučaju neriješenog rezultata |                            |     |     |     |     |     |     |     |      |       |      |     |     |     |     |